# Tan Liangde
Tan Liangde (n. 14 iulie 1965, Maoming⁠(d), Republica Populară Chineză) este un săritor în apă ce a reprezentat Republica Populară Chineză, medaliat olimpic. A participat la 3 ediții ale Jocurilor Olimpice (1984, 1988, 1992) în care a câștigat 3 medalii de argint.